# 八重田
八重田（やえだ）は青森県青森市の地名。郵便番号030-0912。一丁目から四丁目まである。かつては、大字名でもあった。

## 地理
八重田は青森市の東地区に属し、市街地の東寄りに位置する。北は海岸に接し、東は武兵衛川をはさんで矢作・本泉、南は国道4号青森東バイパスをはさんでけやき、西は水路と道路を隔てて東造道、北部の八重田浄化センター付近では、西側の赤川をはさんで造道にも接している。
二丁目と三丁目の間に２号遊歩道が通る。ここは、1968年（昭和43年）まで旧国鉄の東北本線であった場所である。
地内は、おおむね住宅地であり、家並みは隣接する東造道や矢作・本泉から続いている。北部の青森県道259号久栗坂造道線沿いには商店や医院等が集まっている。南端の国道4号青森東バイパス沿いには、ラセラ東バイパスショッピングセンターがある。

## 歴史
原別に居住していた弘前藩士の斎藤武兵衛が武兵衛川を開鑿し、周辺８ヶ村（海老沼村・作道村・小柳村・戸山村・貝久保村・戸崎村・原別村・矢田村）に属していた低湿地を開墾したことに始まるという。
かつては大字名で、小字として、鶴見・露草・浜野・矢作があった。
もともと水田の多い地域であったが、昭和30年代から宅地化が進み、平成に入る頃には、ほぼ全域が住宅地となっている。
- 1722年（享保7年） - 斎藤武兵衛が弘前藩からこの地の開墾の許しを受ける。
- 1736年（元文元年） - この地が八重田村と命名される。
- 1889年（明治22年） - 東津軽郡造道村に合併し、八重田は同村の大字となる。
- 1927年（昭和2年） - 隣接する造道村大字造道とともに、青森市に編入される。
- 1928年（昭和3年） - 字浜野に農林省青森種鶏場が設置される。（のちに種畜場）
- 1994年（平成6年） - 造道・八重田地区の住居表示実施により、大字八重田のうち、矢作を除いた部分の国道4号より北側が、周辺の地域の一部も取り込み、八重田一～四丁目となった。

- - 八重田一丁目 - 造道字磯野、八重田字浜野、原別字上海原の各一部
  - 八重田二丁目 - 造道字磯野、八重田字浜野、八重田字露草の各一部
  - 八重田三～四丁目 - 八重田字露草、矢田前字本泉の各一部

- 2003年（平成14年）- 原別・八重田地区の住居表示実施により、大字八重田字矢作の一部が矢作一～三丁目に、残りが本泉一～二丁目の一部となる。

- - 矢作一～三丁目 - 八重田字矢作の一部
  - 本泉一～二丁目 - 八重田字矢作、矢田前字本泉の各一部

- 2003年（平成15年） - 小柳・八重田地区の住居表示実施により、残った大字八重田が、はまなす二丁目の一部、および、けやき一～二丁目の各一部となる。

## おもな施設等
- 八重田浄化センター - 青森駅から東側の区域の下水を処理する。1973年（昭和48年）運転開始。一丁目にある。
- （八重田）稲荷神社 - 二丁目にある。
- 八重田保育園 - 三丁目にある。
- ユニバース ラ・セラ 東バイパスショッピングセンター
  - 食品スーパーであるユニバースを核店舗とするショッピングセンター。テナントとして専門店・飲食店等がある。1990年（平成2年） 亀屋みなみチェーンの経営するジョイフルシティみなみとして開店し、2002年（平成14年） 4月、株式会社ユニバースによる経営となり、現在の店名となる。
- 青い森信用金庫八重田支店 - 四丁目にある。
- 露草緑地 - 四丁目にある。